# Zwei Herzen (Fernsehfilm)
Zwei Herzen ist ein 90-minütiges Spielfilm-Special der deutschen Arztserie In aller Freundschaft aus dem Jahr 2018.

## Hintergrund
Im Oktober 2018 feierte In aller Freundschaft das 20-jährige Bestehen, aus diesem Grund wurde das 90-Minuten-Jubiläums-Special In aller Freundschaft – Zwei Herzen gedreht. Hauptdarsteller aus der Sachsenklinik waren Thomas Rühmann, Alexa Maria Surholt, Jascha Rust und Karsten Kühn, ebenfalls vor der Kamera standen in weiteren Hauptrollen Michael Gwisdek, Petra van de Voort, Frank Richartz und Anna Hausburg.

### Produktion
Produziert wurde Zwei Herzen im Jahr 2018 in Thailand und Leipzig. Die Dreharbeiten dauerten vom 5. Februar bis zum 2. März 2018.
Als Produktionsunternehmen fungierte Saxonia Media im Auftrag des MDR Fernsehens und der ARD Degeto. Die Gesamtleitung übernahm Jana Brandt.

### Ausstrahlung
Die Erstausstrahlung des Spielfilms fand am 26. Oktober 2018, genau 20 Jahre nach der Ausstrahlung der ersten Folge der Serie, auf dem 20:15-Uhr-Sendeplatz des Ersten statt.

## Handlung
Sarah Marquardt steht am Strand vor dem Hotel in Krabi und sieht in die Ferne, da weiß sie, dass sie nun etwas unternehmen muss. Auf dem Weg zum Polizeirevier telefoniert sie mit Dr. Kathrin Globisch in Leipzig um zu erfahren wie es Jakob geht. Dr. Globisch wäre froh, wenn sein Vater Dr. Roland Heilmann sich um ihn kümmern könnte, doch das geht im Moment nicht, weil er im Gefängnis sitzt und nicht helfen kann.
Vier Tage vorher in Leipzig vor der Sachsenklinik. Jakob macht seinem Vater gerade einen Kaffee, als er das erste Mal Eva Bühlig durch die Scheibe der Cafeteria sieht. In der Klinik herrscht Hochbetrieb wegen einer Gasexplosion mit vielen Verletzten. Mitten im Trubel ruft Sarah Marquardt Dr. Heilmann an, weil er noch nicht für den Mediziner-Kongress in Thailand zugesagt hat. Er gibt ihr zu verstehen, dass er keine Zeit hat und nicht nach Bangkok fliegen will. In der Zwischenzeit teilt Sarah Marquardt Kris Haas mit, dass er sie als Assistent nach Thailand begleiten wird, weil sie weiß, dass er das Land schon kennt. Kurze Zeit später kreuzt sie in der Notaufnahme auf und nervt weiter wegen der Zusage. Sie bringt auch die finanziellen Vorteile für die Klinik ins Spiel und wirft Roland vor, er habe kein Vertrauen zu seinen Kollegen und fragt ihn unverhohlen und so laut, dass es alle hören können, ob er ihnen zutraut, die Situation zu meistern, was er dann nur mit Ja beantworten kann.
Weil ein Computervirus den gesamten Flugraum über Bangkok lahmgelegt hat, wird der Flug nach Krabi umgeleitet. Während sich Sarah und Kris freuen, hat Roland kein Verständnis für die Situation. Sarah macht sich auf die Suche nach einem Hotel und als sie fündig geworden ist, muss sie Roland zudem noch die schlechte Nachricht überbringen, dass nun der ganze Flugraum über Thailand vom Virus lahmgelegt wurde, der Kongress abgesagt ist und sie hier festsitzen.
Jakob macht gerade Einkäufe in der Stadt, als er zufällig Eva antrifft. Sie kommen ins Gespräch, es stellt sich heraus, dass Eva gerade ihr praktisches Jahr an der Sachsenklinik macht und deshalb weiß, dass Dr. Heilmann sein Vater ist und gerade in Thailand weilt. Sie verabreden sich für den nächsten Tag.
Während Sarah und Kris die unfreiwilligen Ferien genießen, will Roland nur weg. Zufällig hört er ein Gespräch eines Arztkollegen mit, wo er erfährt, dass man in Frachtmaschinen mitfliegen kann. Er macht sich auf den Weg zum Flughafen, muss aber unterwegs bei einem medizinischen Notfall helfen. Im örtlichen Krankenhaus trifft er zufällig auf Helen Larsson, die ihm sofort sympathisch ist. Aber der Umweg hat zu viel Zeit gekostet und der Flieger ist weg. Der Taxifahrer gibt ihm den Tipp, am nächsten Tag mit dem Bus nach Malaysia zu fahren, von wo man zurückfliegen kann. Er kehrt ins Hotel zurück, um Sarah die gute Nachricht zu überbringen.
Jakob verbringt einen schönen Tag mit Eva in der Stadt und sie küssen sich zum ersten Mal. Am Abend gehen sie noch in die Cafeteria um etwas zu trinken, da bricht Jakob zusammen, nachdem er sich an die Brust gefasst hat.
Am nächsten Morgen machen sich Sarah, Roland und Kris auf den Weg mit dem Bus. Roland trifft wieder auf Helen, die auch mitfährt. Unterwegs erfährt er von ihr, dass sie auch Ärztin ist und eine kleine Krankenstation in einem Dschungeldorf führt. Sie klärt ihn auch darüber auf, dass der Bus nicht nach Malaysia fährt, sondern zu einer Tempelanlage, was Sarah so geplant hat, wie Roland dann von ihr erfahren muss. Unterwegs fährt der Busfahrer einen Mofafahrer an, während Roland mit Kris und Helen erste Hilfe leistet, fährt der Bus ohne sie weiter. Auch der Mofafahrer macht sich trotz der Verletzung auf den Weg und Helen hat es zu Fuß nicht mehr weit bis in ihr Dorf. Roland und Kris bleiben zurück in der Hoffnung, dass der Bus bald zurückkehrt. Kris findet das kaputte Mobiltelefon von Roland, das ihm aus der Hosentasche gefallen ist.
In der Sachsenklinik kämpfen derweil die Ärzte um das Leben von Jakob, der einen Herzstillstand erlitten hat. Er leidet vermutlich an einer viralen Myokarditis, weil er eine Erkältung verschleppt hat. Da sich Wasser angesammelt hat, muss Dr. Martin Stein wahrscheinlich eine Punktion am Herzen machen. Nach dem Eingriff müssen Dr. Stein, Dr. Maria Weber und Dr. Globisch feststellen, dass Jakob ein neues Herz braucht und bis dahin mit einem Kunstherz gerettet werden soll. Sie brauchen aber das Einverständnis von Dr. Heilmann.
Roland und Kris machen sich nun doch zu Fuß auf den Weg ins Dorf von Helen. Sarah ist in der Zwischenzeit am Ziel der Busreise in der Tempelanlage angekommen. Dort wird ihr von einem Affen die Handtasche gestohlen. Sie kann den Busfahrer überreden zurückzufahren, findet aber niemanden mehr vor, Roland meldet sich auch nicht am Mobiltelefon. Sie fährt zurück nach Krabi um den Diebstahl zu melden. Man verweist sie an den Honorarkonsul Dieter Noss. Roland und Kris sind im Dorf eingetroffen, wo sie auf die schwangere Tamika treffen, die ihnen den Weg zur Krankenstation zeigt. Sarah findet den Honorarkonsul und schildert ihm die Situation. Er verständigt sofort den Polizeichef von Krabi Adirak Bunriang. Der ist ziemlich hingerissen von Sarah und lädt sie zu einem Picknick ein. Roland freundet sich mit Helen an, er fragt sie auch über die Schwangerschaft von Tamika, die krampfartige Schmerzen hat. Helen erklärt ihm, dass viele Leute im Dorf nichts von der westlichen Medizin haben.
Als Otto Stein zusammen mit Lisa und Jonas in die Klinik kommt, müssen sie miterleben wie Jakob einen Herzstillstand erleidet. Dr. Globisch und Dr. Stein können ihn reanimieren, aber sie sind sich nun sicher, dass er ein neues Herz braucht.
Roland konnte einen Transporter vom Dorf zurück nach Krabi organisieren, aber bevor sie gehen, möchte er nochmals zu Tamika. Er vermutet, dass sie eine unentdeckte Appendizitis hat, was für sie und das Baby lebensgefährlich wäre. Doch Tamikas Mann schickt Roland und Kris weg. Kurz darauf bricht sie ohnmächtig zusammen. Da Kris noch in der Nähe war, hilft er ihrem Mann sie zur Klinik zu bringen. Roland ist sich sicher, dass sie einen geplatzten Blinddarm hat und empfiehlt Helen, sofort zu operieren. Sie ist aber nicht dafür ausgerüstet. Honorarkonsul Noss beklagt sich bei Sarah, weshalb sie den Polizeichef zurückgewiesen hat. Sie war sich aber nicht bewusst, dass er eine Gegenleistung für sein Tun verlangt. Sarah geht zur Polizei, muss aber zunächst einen Polizisten bestechen, damit sie überhaupt vorgelassen wird. Sie lädt Adirak zu einem Treffen am Nachmittag im Hotel ein und schon ist er bereit, alles zu tun, um Roland und Kris zu finden. In der Klinik müssen Helen und Roland improvisieren, aber sie können Tamika und das Baby mit einer Notoperation retten. Roland bittet Kris, noch ein paar Tage im Dorf zu bleiben, um den Zustand von Mutter und Baby zu überwachen und Helen zu helfen. Sie schlägt Roland vor, er könne ja auch bleiben und sie könnten zusammen ein kleines funktionierendes Krankenhaus aufbauen. Er entscheidet sich aber dagegen und lässt sich von Helen ins Hotel fahren. Helen schenkt ihm zum Abschied eine kleine Statue, die ihm Glück bringen soll. Er platzt danach in das Treffen von Sarah und Adriak, der gerade wieder von ihr abgewiesen wurde. Roland erfährt von Sarah von den Problemen seines Sohnes. Bei einem Gerangel fällt der Polizeichef in den Pool und deswegen verhaftet er Roland und steckt ihn ins Gefängnis. Honorarkonsul Noss muss nun alle Register ziehen, um Adirak günstig zu stimmen. Auch eine Flasche von seinem Schlehenbrand muss er opfern, bis Roland freigelassen wird. Kaum draußen, telefoniert er mit Martin Stein, der ihm sagt, dass Jakob ein Kunstherz braucht. Roland ist sich aber sicher, dass er es auch ohne schafft, weil er ein gutes Immunsystem hat.
Kathrin holt Roland vom Flughafen ab und bringt ihn in die Klinik, wo er die besorgte Eva am Krankenbett von Jakob kennenlernt. Er legt sich danach sogleich mit Martin und Dr. Weber an, die unbedingt ein Kunstherz implantieren wollen, doch setzt sich aber durch, weil er als Klinikchef und Vater die letzte Entscheidung hat. Roland schenkt Jakob die Statue, die er von Helen erhalten hat und wacht fortan an seinem Bett, bis Martin ihm die gute Nachricht überbringt, dass die Entzündungswerte gesunken sind.
Drei Wochen später ist Jakob wieder völlig gesund und geht mit Eva in die Ferien. Roland holt danach zusammen mit Sarah Kris vom Flughafen ab. Dort erfährt sie von Kris, dass Roland Helen ein angeblich defektes Ultraschallgerät nach Thailand geschickt hat. Kris richtet auch Grüße von allen aus und dass Helen gesagt hat, dass das Angebot immer noch gelte. Sarah versteht nun gar nichts mehr.

## Besetzung

### Hauptdarsteller
| Schauspieler        | Rollenname              | Rolle |
| ------------------- | ----------------------- | --- |
| Thomas Rühmann      | Dr. Roland Heilmann     | Klinikleiter Vater von Jakob Heilmann und Lisa Schroth; Großvater von Jonas Heilmann                      |
| Alexa Maria Surholt | Sarah Marquardt         | Verwaltungsdirektorin                                                                                     |
| Jascha Rust         | Christopher „Kris“ Haas | Gesundheits- und Krankenpfleger der chirurgischen Station                                                 |
| Michael Gwisdek     | Dieter Noss             | Deutscher Honorarkonsul in Thailand                                                                       |
| Petra van de Voort  | Dr. Helen Larsson       | Leitende Ärztin einer Krankenstation in einem Dschungeldorf in Thailand                                   |
| Frank Richartz      | Adirak Bunriang         | Polizeichef von Krabi                                                                                     |
| Karsten Kühn        | Jakob Heilmann          | Pächter der Cafeteria Sohn von Dr. Roland Heilmann; Halbbruder von Lisa Schroth; Onkel von Jonas Heilmann |
| Anna Hausburg       | Eva Bühlig              | Medizinstudentin im praktischen Jahr                                                                      |

### Nebendarsteller
| Schauspieler          | Rollenname         | Rolle                                                                                                 |
| --------------------- | ------------------ | --- |
| Andrea Kathrin Loewig | Kathrin Globisch   | Oberärztin der Anästhesie und Chirurgie                                                               |
| Bernhard Bettermann   | Dr. Martin Stein   | Leitender Oberarzt der Chirurgie                                                                      |
| Michael Trischan      | Hans-Peter Brenner | Assistenzarzt der Urologie und Chirurgie                                                              |
| Christina Petersen    | Miriam Schneider   | Schwester der chirurgischen Station                                                                   |
| Anja Nejarri          | Dr. Lea Peters     | Fachärztin für Neurochirurgie                                                                         |
| Annett Renneberg      | Dr. Maria Weber    | Fachärztin für Herzchirurgie                                                                          |
| Rolf Becker           | Otto Stein         | Vater von Dr. Martin Stein                                                                            |
| Ella Zirzow           | Lisa Schroth       | Schülerin Tochter von Dr. Roland Heilmann; Halbschwester von Jakob Heilmann; Tante von Jonas Heilmann |
| Anthony Petrifke      | Jonas Heilmann     | Schüler Enkel von Dr. Roland Heilmann; Neffe von Jakob Heilmann und Lisa Schroth                      |
| Trang Le Hong         | Tamika             | Schwangere Dschungeldorf-Bewohnerin                                                                   |

## Rezeption

### Kritik
„Andere Arztserien sind vielleicht frecher, realistischer oder dramatischer – aber ‚In aller Freundschaft‘ übertrumpft sie quotenmäßig alle. Seit 20 Jahren schieben die biederen Mediziner in der Leipziger Sachsenklinik nun schon Dienst, Woche für Woche schauen mehrere Millionen Fans den Mix aus Patientengeschichten und Familienstorys – es gibt sogar schon mehrere Ableger der Seifenoper.
Zum Jubiläum zeigt die ARD ein Spielfilmspecial des Dauerbrenners, in dessen Mittelpunkt Serienheld Roland Heilmann (seit der ersten Folge dabei: Thomas Rühmann) steht. Der redliche Chirurg reist in dem Melodram nach Thailand und soll dort eigentlich mal vom Berufsstress abschalten – schließlich ist es in der heilen Welt von ‚IaF‘ so, dass sich die Mediziner ständig selbstlos für das Wohl ihrer Patienten aufreiben.
Doch im fernen Land strandet Heilmann im Dschungel, muss unter dramatischen Umständen ein Leben retten und gerät in Panik, als sein Sohn in Deutschland in höchster Gefahr schwebt. Es ist also einiges geboten in dem Jubiläumsfilm, dessen Vorhersehbarkeit aber ähnlich groß ist wie bei einer ‚Traumschiff‘-Folge: Das Special ist nur für eingefleischte Fans sehenswert.“

### Einschaltquoten
Die Erstausstrahlung des Serien-Specials in Spielfilmlänge am 26. Oktober 2018 verfolgten 4,54 Millionen Zuschauer. Dies entsprach einem Marktanteil von 15,4 %. In der Zielgruppe der 14- bis 49-jährigen erzielte der Film eine Einschaltquote von 0,56 Millionen Zuschauern, was einen Marktanteil von 6,5 % bedeutete.